# Manius Acilius Glabrio (consul en -191)
Pour les articles homonymes, voir Acilius Glabrio.
Manius Acilius Glabrio est un homme politique de la République romaine, vainqueur d'Antiochos III lors de la bataille des Thermopyles.

## Famille
Il est membre des Acilii Glabriones, branche de la gens plébéienne des Acilii.

## Biographie

### Début de carrière
Glabrio est tribun de la plèbe en 201, édile plébéien en 197 et praetor peregrinus en 195 av. J.-C.

### Consulat et guerre antiochique
Il est élu consul en 191 av. J.-C. avec Publius Cornelius Scipio Nasica, alors que Rome mène la guerre contre Antiochos III, roi des Seleucides qui héberge Hannibal Barca, l'ancien ennemi de Rome, et qui cherche à étendre son pouvoir sur la Grèce. Selon les directives du Sénat romain, les consuls offrent des lectisternes pour obtenir la faveur des Dieux dans la conduite de la guerre. Acilius se voit confier par tirage au sort la conduite de la guerre en Grèce, avec les forces armées levées en Italie par le consul sortant, l'armée romaine déjà sur place en Macédoine et le droit de lever cinq mille auxiliaires hors d'Italie. Répétant les formules indiquées par le pontifex maximus Publius Licinius, Acilius prononce le vœu d'offrir dix jours de grands jeux à Jupiter et des dons sur ses autels, si la guerre se termine par une victoire du sénat et du peuple romain.
Les préparatifs comprennent aussi l'organisation du ravitaillement à destination de l'armée en Grèce, avec des réquisitions de blé sur les villes de Sicile et des achats de blé à Carthage et à Massinissa, roi de Numidie. La fourniture des bateaux et de leurs équipages est imposée aux colonies maritimes, malgré quelques récriminations, notamment à Ostie, Antium ou Terracine.
En février, Acilius, parti de Brindisi, débarque en Thessalie avec 20 000 fantassins, 3 000 cavaliers et quinze éléphants. Il rejoint Philippe V de Macédoine à Larissa, allié obligé de Rome depuis sa défaite dans la seconde guerre de Macédoine. Acilius traverse la Grèce, obtient facilement la capitulation des garnisons installées par Antiochus III, et bat ce dernier à la Bataille des Thermopyles. Il soumet ensuite la Béotie et la Phocide, offre des distributions de blé à Athènes et reçoit la capitulation des cités d'Eubée. Acilius envoie son légat Caton annoncer ces succès au Sénat à Rome.
Acilius se tourne ensuite vers les Étoliens, s'emparant par la force d'Héraclée, qu'il laisse piller par ses soldats, puis assiège Naupacte pendant deux mois, sans succès, avant de conclure une trêve sous l'impulsion de Titus Quinctius Flamininus.
Son mandat de consul arrivant à son terme, Acilius poursuit, après l'échec des négociations de paix avec les Étoliens, des opérations de siège contre leurs cités, prenant Lamia, puis assiégeant Amphissa, jusqu'à l'arrivée de son successeur Cornelius Scipion, à qui il remet le commandement de l'armée.
Revenu à Rome en 190 av. J.-C., Acilius se voit accorder les honneurs du triomphe pour ses victoires sur Antiochus et sur les Étoliens. Selon Tite-Live, il défile précédé de 3 000 livres d'argent non monnayé, 113 000 tétradrachmes attiques, 248 000 cistophores et 45 couronnes en or offertes par les cités grecques alliées. Contrairement à la tradition, il n'est pas suivi de son armée, restée en Grèce.

### Fin de carrière
En 189 av. J.-C., Glabrio est candidat à la censure mais une partie des patriciens s'oppose à son élection. Les tribuns de la plèbe l'accusent d'avoir gardé une partie du butin amassé en Grèce, dissimulé dans sa demeure, s'appuyant sur des preuves apportées par un de ses légats. Glabrio retire alors sa candidature.

### Auteurs antiques
- Tite-Live, Histoire romaine, XXXVI, 1-7 et XXXVII, 46
- Aurelius Victor, Vie des hommes illustres, 54
- Polybe, Histoire générale, 39

### Auteurs modernes
- (en) Robert S. Broughton, The Magistrates of the Roman Republic, vol. 1 : 509 B.C. - 100 B.C., New York, American philological association, coll. « Philological monographs » (no XV.I), 1951 (BNF 31878141, lire en ligne)
- (en) Robert S. Broughton, The Magistrates of the Roman Republic, vol. 2 : 99 Β. C. - 31 Β. C., New York, American philological association, coll. « Philological monographs » (no XV.II),‎ 1952, 647 p. (BNF 31878141)